# Alter Friedhof (Hambach)
Der Alte Friedhof von Hambach ist ein in Teilen denkmalgeschütztes Anwesen in Neustadt an der Weinstraße.

## Lage
Der frühere Friedhof befindet sich innerhalb der Ortsmitte des Stadtteils Hambach an der Weinstraße und ist von den Straßen Römerweg, Enggasse sowie Seminargarten umgeben. Südöstlich verläuft außerdem die Deutsche Weinstraße.

## Geschichte

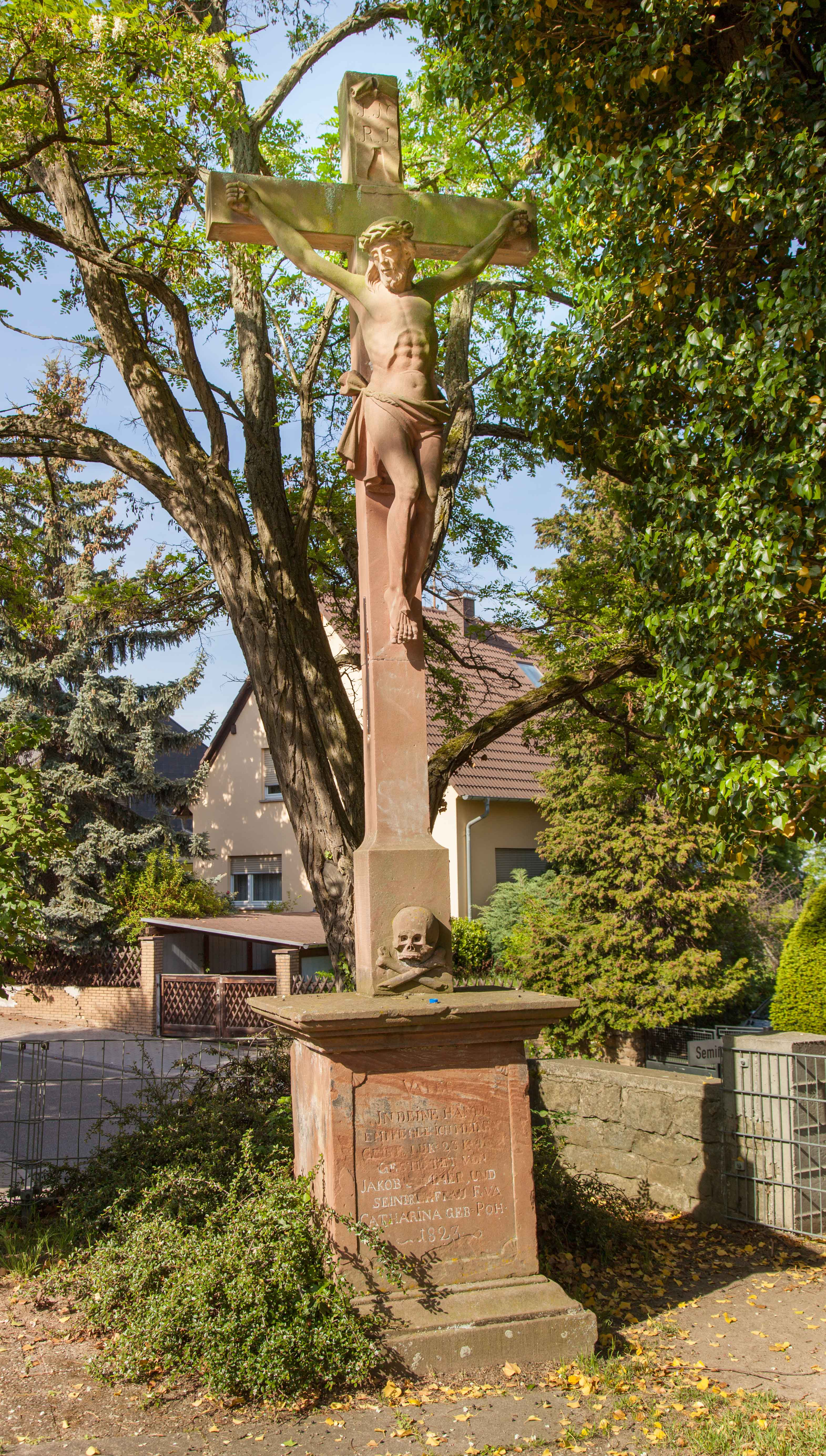
Friedhofskreuz

Der Friedhof wurde 1819 angelegt und bis 1896 belegt. Bereits 1895 wurde am Ostrand von Hambach mit der Anlage des Neues Friedhofs begonnen, der im Jahr darauf dessen Funktion übernahm. Als Folge der Eingemeindung Hambachs nach Neustadt im Jahr 1969 wurde im Eingemeindungsvertrag festgelegt, das Areal in einen Kinderspielplatz umzuwandeln, der bis in die Gegenwart existiert.
Im Laufe der 2000er Jahre wurde am  Anwesen – wie bei vielen anderen innerhalb von Hambach – eine Infotafel mit der Überschrift Alter Friedhof (Kinderspielplatz) angebracht, die einen geschichtlichen Abriss über das Areal enthält.

## Ausstattung
Zum Gelände gehört ein Eingang, der reliefierte Torpfeiler im Stil des Klassizismus enthält. Zudem existiert vor Ort ein Friedhofskreuz, das mit der Jahreszahl 1823 bezeichnet ist und von Jacob Sommer gestiftet wurde. Beide Objekte stehen unter Denkmalschutz.